# Edy De Bolle
Edy De Bolle, né le 26 septembre 1949 à Molenbeek-Saint-Jean (Bruxelles) en Belgique est un footballeur et entraîneur belge.

## Biographie
Edy De Bolle, véritable molenbeekois, a débuté naturellement au Daring Club de Bruxelles à l'âge de neuf ans. Il commence à jouer dans l'équipe première en 1966 et parvient à devenir titulaire et capitaine de l'équipe du Daring durant trois saisons. Le club est relégué en Division 2 en 1969. Il perd une finale de la Coupe de Belgique au Stade du Heysel, contre le FC Bruges.
En 1972, De Bolle est transféré à Anderlecht où il reste trois saisons mais joue peu (16 matchs et 1 but). 
Il évolue ensuite à l'Union Saint-gilloise, club  évoluant en Division 3, avant de rejoindre en 1978, La Louvière en Division 1. 
L'année suivante, il revient à Molenbeek, dans le nouveau club du RWDM où il joue encore deux saisons au plus haut niveau.
À partir de 1988, il raccroche les crampons et entame une carrière d'encadrement technique. Il est entraîneur adjoint au KSK Beveren de 2000 à 2007, puis au FC Brussels jusqu'en décembre 2008.
À partir de janvier 2009, il entraîne le KS Kermt-Hasselt.

## Palmarès
- Champion de Belgique en 1974 avec le RSC Anderlecht
- 159 matchs et 8 buts marqués en Division 1[3]
- Finaliste de la Coupe de Belgique en 1970 avec le Daring Club de Bruxelles